# Conicera ulrichi
Conicera ulrichi är en tvåvingeart som beskrevs av Liu 2000. Conicera ulrichi ingår i släktet Conicera och familjen puckelflugor.
Artens utbredningsområde är Yunnan (Kina). Inga underarter finns listade i Catalogue of Life.